# 陳旭明 (區議員)
陳旭明（英語：Dino Chan Yuk Ming，1988年11月21日—），香港民主派政黨民主黨籍政治人物，前北區區議會祥華區議員、前北區區議會副主席以及民主黨北區黨團召集人。

## 政治生涯
2015年區議會選舉，祥華議席由原任議員葉曜丞、在發生於同年年中的「4,700萬水管工程事件」中冒起的祥華邨居民兼北區動源成員黃嘉浩、水管工程事件發酵後獲民主黨空降派至此選區進行服務的陳旭明以及曾於祥華邨邨內的蓬瀛仙館長者中心任職社工的獨立人士阮海偉競逐。最終葉、黃、陳、阮分別於是次選舉中取得1,569、1,710、1,814以及178票，陳旭明成功當選。
2019年區議會選舉，於上屆選舉後不久退出北區動源的黃嘉浩，以獨立無黨派的身份，再度與競逐連任的民主黨陳旭明對壘。最終陳獲得約4,400票，憑逾半數的得票率成功連任。

### 當選北區區議會副主席

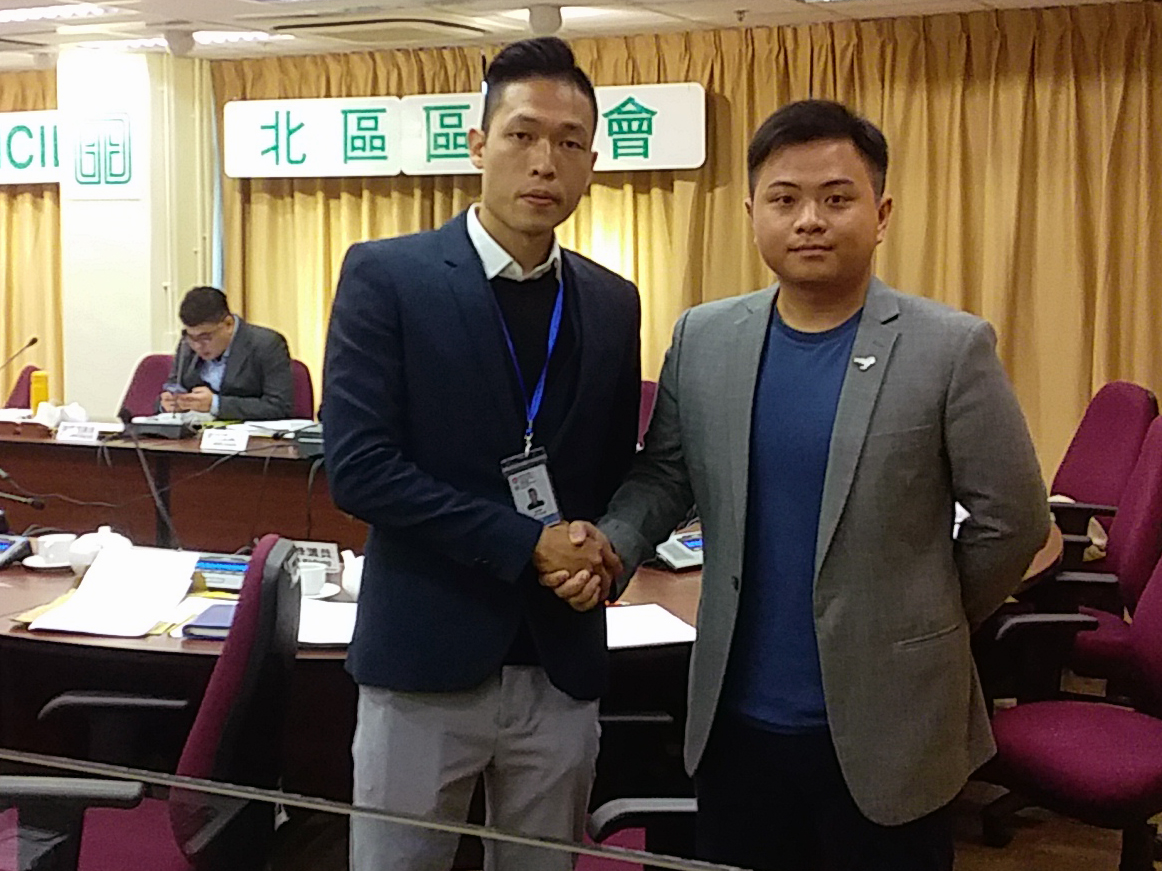
香港特別行政區第六屆北區區議會議員於2020年1月7日舉行第一次會議並互選正副主席職位，北區連線羅庭德（左）及民主黨陳旭明（右）分別獲選為正副主席。

2020年1月3日，北區三大政黨民主黨、新民主同盟及北區連線經協調後，北區連線決定提名參選區議會主席，而民主黨願意競選副主席，新同盟則出選重要委員會主席。
羅庭德於2020年1月7日以25歲之齡在沒有競爭對手下自動當選北區區議會主席，成為香港史上最年輕的區議會主席，民主黨陳旭明則當選北區區議會副主席，羅當選後在會上發言指他是「首位本土派議長」。

### 歷屆選舉結果
| 政党   | 政党     | 候选人    | 票数  | %     | ±      |
| ------ | -------- | --------- | ----- | ----- | ------ |
|        | 北區連線 | ①. 黃嘉浩 | 1,381 | 16.24 | ▼16.2  |
|        | 民建聯   | ②. 林智洋 | 2,678 | 31.49 | 不適用 |
|        | 民主黨   | ③. 陳旭明 | 4,446 | 52.28 | ▲17.87 |
| 多数票 | 多数票   | 多数票    | 1,768 | 20.79 | ▲18.82 |

| 政党   | 政党         | 候选人    | 票数  | %     | ±      |
| ------ | ------------ | --------- | ----- | ----- | ------ |
|        | 新界社團聯會 | ①. 葉曜丞 | 1,569 | 29.77 | ▼21.92 |
|        | 民主黨       | ②. 陳旭明 | 1,814 | 34.41 | 不適用 |
|        | 北區動源     | ③. 黃嘉浩 | 1,710 | 32.44 | 不適用 |
|        | 獨立         | ④. 阮海偉 | 178   | 3.38  | 不適用 |
| 多数票 | 多数票       | 多数票    | 104   | 1.97  | ▼1.41  |

## 資料來源與註釋
1. ↑  . 北區區議會.   [2020-08-24] （中文（香港））.
2. ↑  . 民主黨.   [2019-11-30]. （原始内容存档于2019-05-23） （中文（香港））.
3. ↑  （繁體中文）. 香港選舉管理委員會 （中文（香港））.
4. ↑  . 香港選舉管理委員會.   [2020-12-16]. （原始内容存档于2019-11-28） （中文（香港））.
5. ↑  . 立場新聞. 2020-01-03  [2021-04-24]. （原始内容存档于2020-11-24） （中文（香港））.
6. ↑  劉錦華. . 香港01. 2020-01-03  [2021-04-24]. （原始内容存档于2020-06-28）.
7. ↑  . 立場新聞. 2020-01-07  [2020-01-07]. （原始内容存档于2020-01-08） （中文（香港））.

## 外部連結
祥華社區生活誌的Facebook專頁
| 議會席位      | 議會席位                                        | 議會席位      |
| ------------- | ----------------------------------------------- | ------------- |
| 前任： 李國鳳 | 北區區議會副主席 2020年1月7日—2021年7月7日      | 繼任： 李冠洪 |
| 前任： 葉曜丞 | 北區區議會 祥華區議員 2016年1月1日—2021年7月7日 | 空缺          |